# Julijska medobčinska zveza
Julijska medobčinska zveza, tudi Julijska medobčinska unija (italijansko Unione Territoriale Intercomunale Giuliana), skrajšano: »UTI Giuliana«, je bila italijanska upravna povezava več občin v deželi Furlanija - Julijska krajina. Kot nova upravnoorganizacijska oblika je leta 2016 nadomestila Tržaško pokrajino, leta 2020 pa jo je zamenjala Tržaška deželna ustanova za decentralizacijo. 
Sestavljalo jo je šest občin (Trst, Milje, Devin - Nabrežina, Dolina, Repentabor in Zgonik) s skupno 233.276 prebivalcei. Sedež Julijske medobčinske zveze je bil v Trstu, v Palači Galatti, na trgu Vittorio Veneto. 

## Občine Julijske medobčinske zveze
| Občina          | Italijansko ime         | Lokacija | Prebivalstvo | Površina  | Nadmorska višina |
| --------------- | ----------------------- | -------- | ------------ | --------- | ---------------- |
| Devin-Nabrežina | Duino-Aurisina          |          | 8.426        | 45,17 km² | 144 m.n.m        |
| Repentabor      | Monrupino               |          | 863          | 12,68 km² | 418 m.n.m        |
| Milje           | Muggia                  |          | 13.013       | 13,66 km² | 2 m.n.m          |
| Dolina          | San Dorligo della Valle |          | 5.710        | 24,51 km² | 106 m.n.m        |
| Zgonik          | Sgonico                 |          | 2.030        | 31,31 km² | 278 m.n.m.       |
| Trst            | Trieste                 |          | 203.234      | 84,49 km² | 2 m.n.m          |